# Wondo Genet
Wondo Genet est une ville du sud de l'Éthiopie, située dans la zone Sidama de la région des nations, nationalités et peuples du Sud. Située à environ 15 km de Shashamané, elle est connue pour ses sources chaudes et comme ancien lieu de villégiature de l'empereur Hailé Sélassié 1er.